# Генріх III (герцог Брабанту)
Генріх III Доброзичливий (*Henri III le Débonnaire, бл. 1231 — 1261) — 3-й герцог Брабанту в 1248—1261 роках.

## Життєпис
Походив з Лувенського дому (Регінаридів). Старший син Генріха II Шляхетного, герцога Брабанту, і Марії (доньки Філіппа I Гогенштауфена, короля Німеччини). Народився близько 1231 року. Набув перший військовий досвід у 1247 році, коли підтримував свого стриєчного брата Вільгельма Голландського у боротьбі за німецьку корону.
У 1248 році в Ахені брав участь у коронації Вільгельма II, графа Голландії, якого було обрано королем Німеччини. Того ж року після смерті батька стає герцогом Брабанту. Спочатку більше уваги приділяв внутрішнім справам своїх володінь, тому не підтримав короля Німеччини в боротьбі за графства Фландрію й Ено.
1251 року оженився з донькою бургундського герцога Гуго IV. Після смерті Вільгельма Голландського у 1256 році Генріх III підтримував обраного римським королем Альфонса X Кастильського в його домаганнях на престол Священної Римської імперії. Натомість отримав підтвердження своїх прав на герцогство Лотьє (колишня назва Нижньої Лотарингії) і посаду імператорського вікарія.
Наслідуючи приклад батька за кілька днів зі смерті, Генріх III публікує хартію-заповіт, яка гарантувала, в тому числі і те, що жителі Брабанта були підсудні лише суду, що спеціальні податки будуть стягуватися тільки на посвяту принців в лицарі або їх шлюб, а також в чітко описаних умовах війни. Заповів 4000 левенських фунтів хрестоносцям, а також наказав євреям, так само як і провансальським і італійським банкірам залишити Брабант або відмовитися від лихварства. Йому спадкував старший син Генріх IV під регентством своєї матері.

## Меценат
Брабантський герцог був покровителем поетів (насамперед трувера Адене ле Руа), йому самому належить декілька віршів французькою мовою.

## Родина
Дружина — Аделаїда-Аліса, донька Гуго IV, герцога Бургундського.
Діти:
- Генріх (1251—після 1272), 4-й герцог Брабантський
- Жан (1252/1253—1294), 5-й герцог Брабанту, 9-й герцог Лімбурзький
- Готфрід (д/н—1302), 1-й граф Арсхот
- Марія (1256—1321), дружина Філіппа III, короля Франції

Коханка — Йоганна ван дер Балк
Діти:
- Жильберт ван бер Брехт (д/н), капітан (очільник залоги) міста Тіль